# Cristo y los dos ladrones

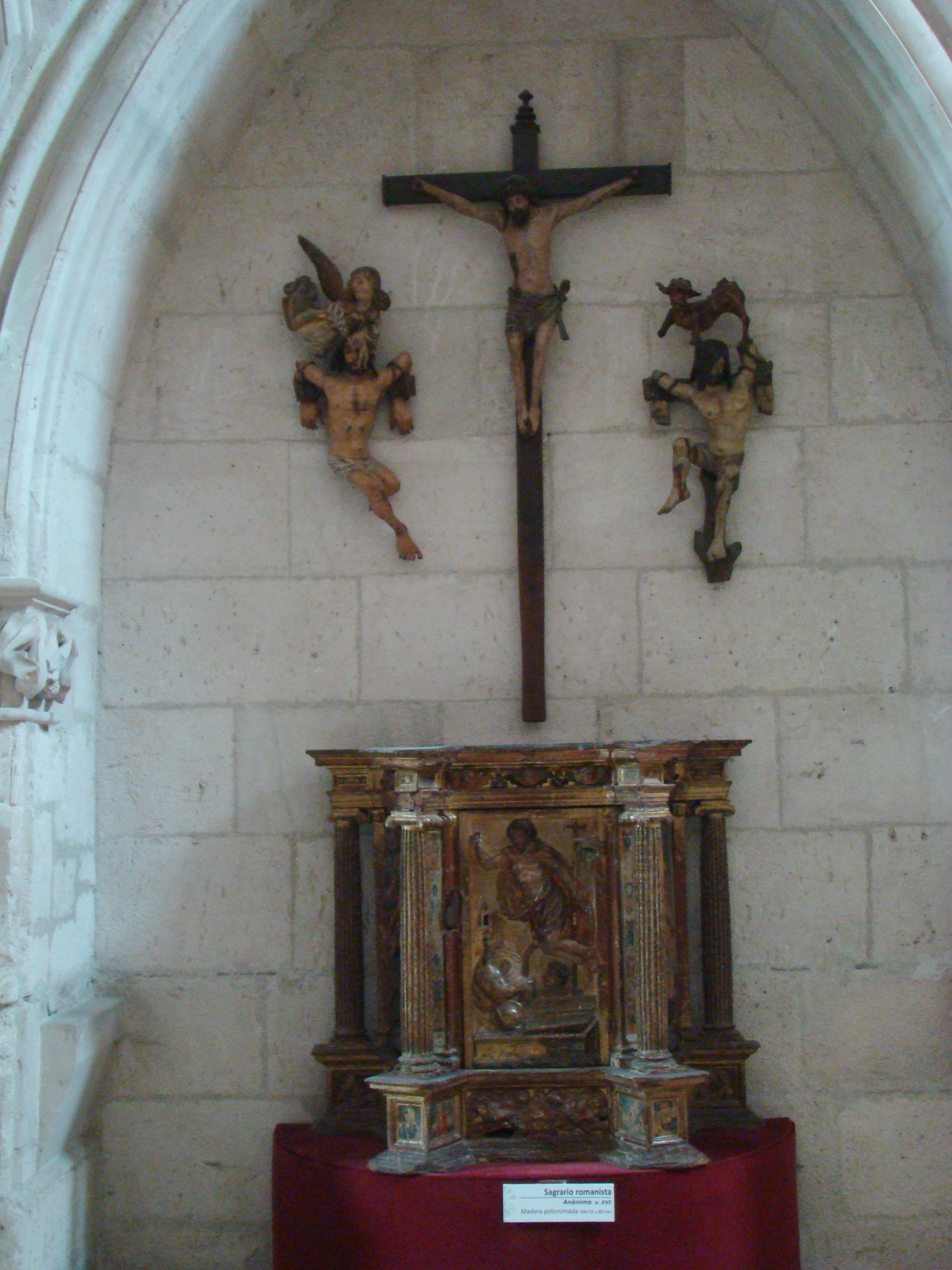
Cristo y los dos ladrones, esculturas del Maestro de San Pablo de la Moraleja colocadas por encima de un sagrario romanista, en el museo de la catedral de Valladolid

Cristo y los dos ladrones es un conjunto escultórico del primer tercio del siglo xvi compuesto por un crucificado y dos figuras que representan al Buen ladrón y al Mal ladrón ejecutados en madera policromada cuyo autor es el Maestro de San Pablo de la Moraleja. Se guarda en el Museo Diocesano y Catedralicio de Valladolid. Estuvo expuesto en Las Edades del Hombre de Valladolid El arte en la Iglesia de Castilla y León, 1988 con el título Calvario, número 74 del catálogo.

## Historia y descripción
Este conjunto escultórico compuesto por tres piezas está expuesto en la capilla de Santo Tomás del Museo Diocesano y Catedralicio de Valladolid, sobre un sagrario romanista anónimo del siglo XVI. Los estudios realizados hacen pensar que estas tres piezas proceden de la antigua iglesia de la localidad vallisoletana de San Pablo de la Moraleja, formando parte de un retablo cuyo grupo principal era el Llanto sobre Cristo muerto, grupo escultórico que se encuentra también en este museo. El historiador Juan Ortega Rubio alcanzó a ver in situ este retablo al que llamó «retablo del Santo Sepulcro» catalogándolo como obra renacentista. Tanto las dos figuras de los ladrones como el grupo del Llanto sobre Cristo muerto son obra de un escultor anónimo a quien se ha denominado como Maestro de San Pablo de la Moraleja.
Las figuras de los dos ladrones son de estilo hispano-flamenco, de gran fuerza expresiva y un buen estudio de la anatomía. Están colocados en sendas cruces sin desbastar lo que hace que sus cuerpos se amolden a los palos leñosos y adquieran unas posturas forzadas y retorcidas. El Mal ladrón muestra su cara medio oculta por la cabellera que cae en rizos hasta sus hombros. Sobre él se ve la figura de un ser diabólico en forma de monstruo. El Buen ladrón parece estar menos retorcido y de su boca sale un niño que representa su alma arrepentida. Sobre su cabeza hay un ángel dispuesto a recogerla.
El crucifijo no es obra del mismo maestro. Los críticos lo consideran de inferior categoría. El perizonium o paño de pureza está realizado finamente con pliegues paralelos que recuerdan el estilo palentino del taller de Juan de Valmaseda. La cabeza puede recordar el estilo de Alonso Berruguete. Se atribuye esta obra a algún maestro secundario de 1520-1530.

Detalles
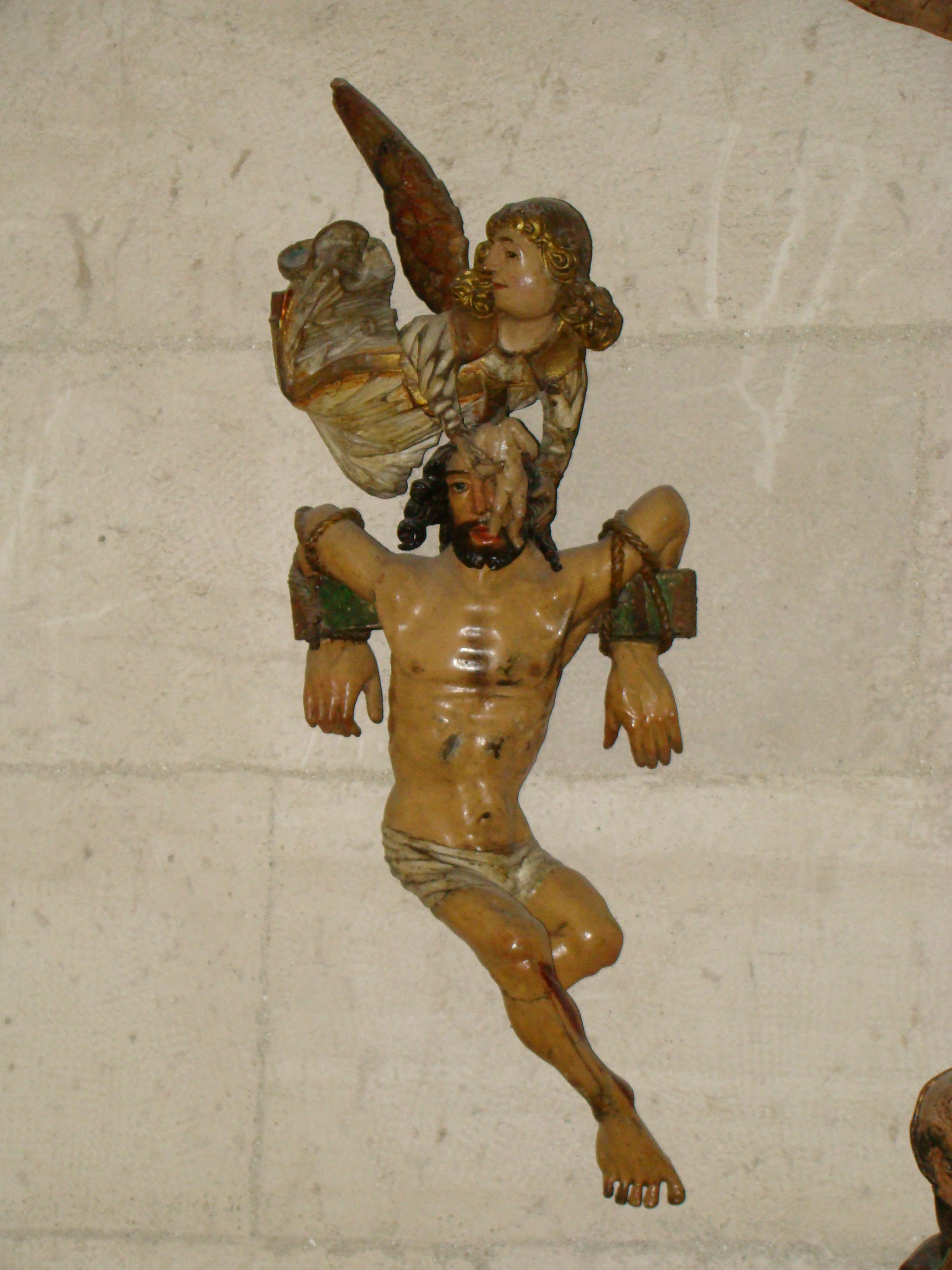
El Buen ladrón
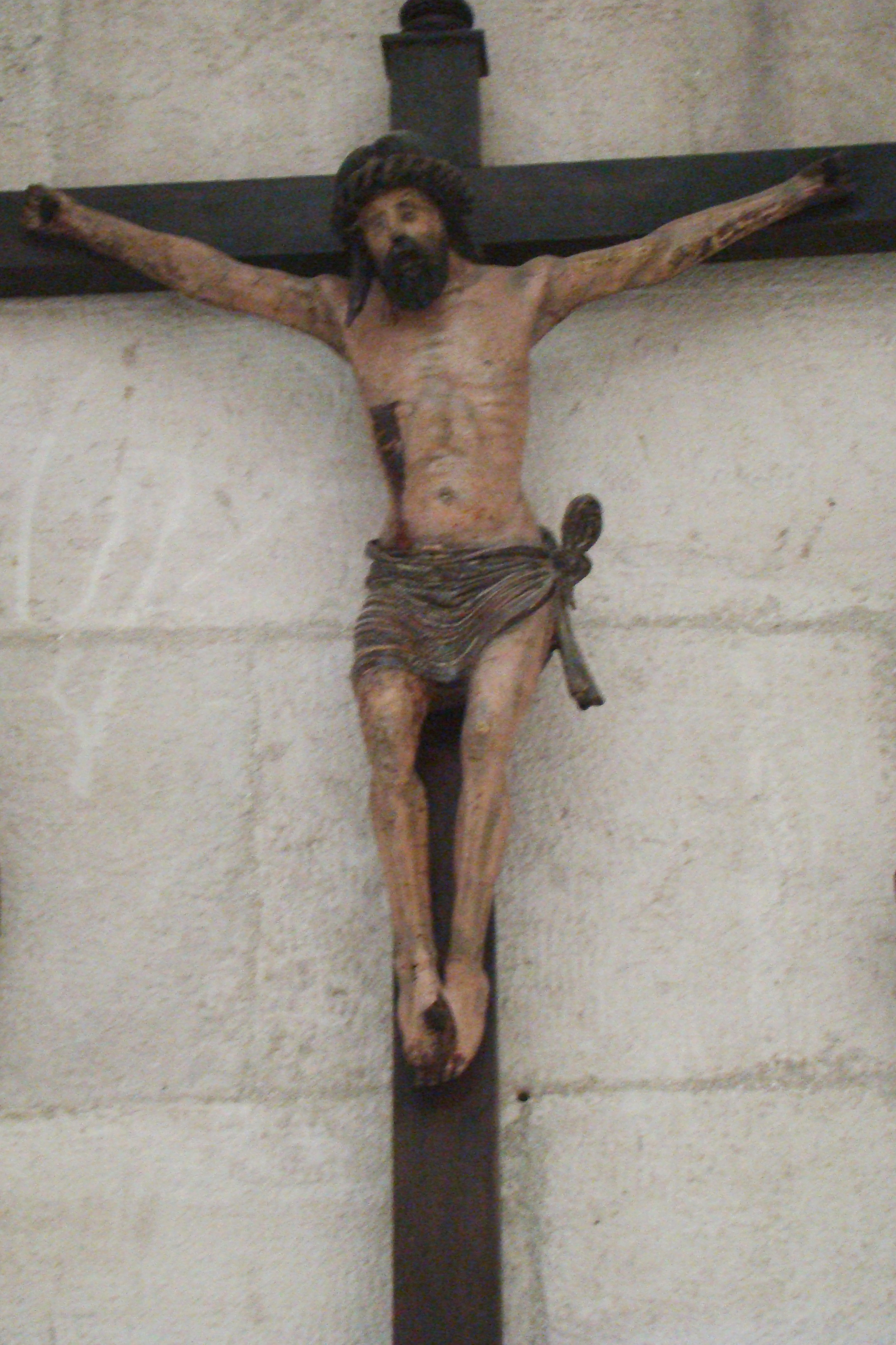
Escultor anónimo de 1520-1530
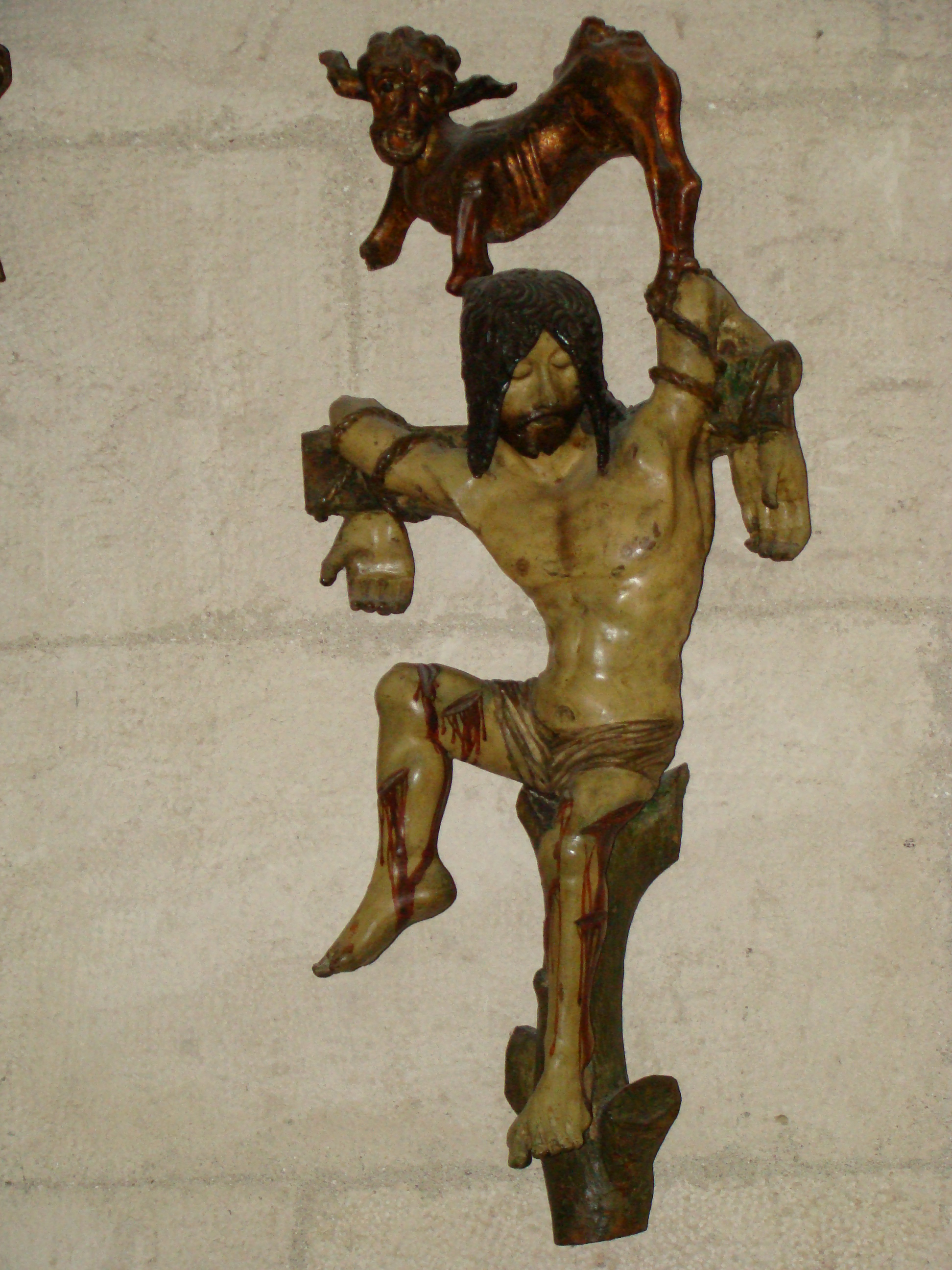
El Mal ladrón